# Muzzy Comes Back
La serie di cartoni animati di Muzzy Comes Back combina una storia con un corso strutturato di lingua inglese indirizzato a bambini stranieri.
Gli episodi, visibili sul portale Rai Educational de ilD, forniscono una base iniziale per apprendere le principali funzioni linguistiche della lingua inglese quotidiana insieme a un consistente bagaglio lessicale.

## Cast
- Jack May nel ruolo di Muzzy (extraterrestre verde-blue) e del amico di Norman (umano)
- Willie Rushton come King Nigel (leone)
- Miriam Margolyes nel ruolo di Queen Elza (ratto), la moglie di Norman (umano) e The Servant Maid (bulldog)
- Susan Sheridan nel ruolo di Princess Sylvia (ratto), Amanda (ratto)
- Derek Griffiths nel ruolo di Bob (topo), Corvax (goblin verde)
- Peter Jones nel ruolo di Thimbo the Terrible (bulldog), Ospite#1 (topo) e The Shepherd (goblin rosa)
- Benjamin Whitrow as Norman (umano)